# Pioniermuseum
Ein Pioniermuseum ist ein militärhistorisches Fachmuseum, das sich dem Pionier- und Sappeurwesen, also dem militärischen Zweig des Ingenieurwesen (Militäringenieure, schweizerisch auch Geniewesen), widmet. Mitgenannt sind auch bedeutende Sammlungen allgemeiner Militärmuseen.
- Istituto Storico e di Cultura dell’Arma del Genio, Rom
- Pioniermuseum, Bestandteil des Kriegsmuseums (Sotamuseo) in Helsinki, Finnland
- Pioniermuseum Fort Sutter, USA